# ソーンバック (潜水艦)
|          |                                                                                      |
| 艦歴     |                                                                                      |
| 発注     |                                                                                      |
| 起工     | 1944年4月5日                                                                         |
| 進水     | 1944年7月7日                                                                         |
| 就役     | 1944年10月13日                                                                       |
| 退役     | 1971年7月1日                                                                         |
| 除籍     | 1973年8月1日                                                                         |
| その後   | トルコ海軍へ貸与                                                                     |
| 性能諸元 |                                                                                      |
| 排水量   | 1,570トン（水上） 2,415トン（水中）                                                  |
| 全長     | 311 ft 8 in                                                                          |
| 全幅     | 27 ft 3 in (8.31 m)                                                                  |
| 吃水     | 15 ft 5 in                                                                           |
| 機関     | フェアバンクス＝モース 38D 8 1/8ディーゼルエンジン 4基 エリオット・モーター発電機2基 |
| 最大速   | 水上：20.25 ノット (37 km/h) 水中：8.75 ノット (16 km/h)                             |
| 航続距離 | 11,000カイリ（10ノット時） （19 km/h 時に 20,000 km）                                |
| 試験深度 | 400ft (120m)                                                                         |
| 巡航期間 | 潜航2ノット (4km/h) 時48時間、哨戒活動75日間                                         |
| 乗員     | 士官、兵員81名                                                                       |
| 兵装     | 5インチ砲1基、40ミリ機関砲、20ミリ機銃 21インチ魚雷発射管10門                        |

ソーンバック (USS  Thornback, SS-418) は、アメリカ海軍の潜水艦。テンチ級潜水艦の一隻。艦名はアメリカ公文書では長くとがった鼻を持つサメの一種を示唆しているが、分類学名称や水産資源名称としてThornbackと名付けられたサメは存在しない。エイであれば、ガンギエイ目に正式名称・通称にThornbackが付く種が複数存在する。

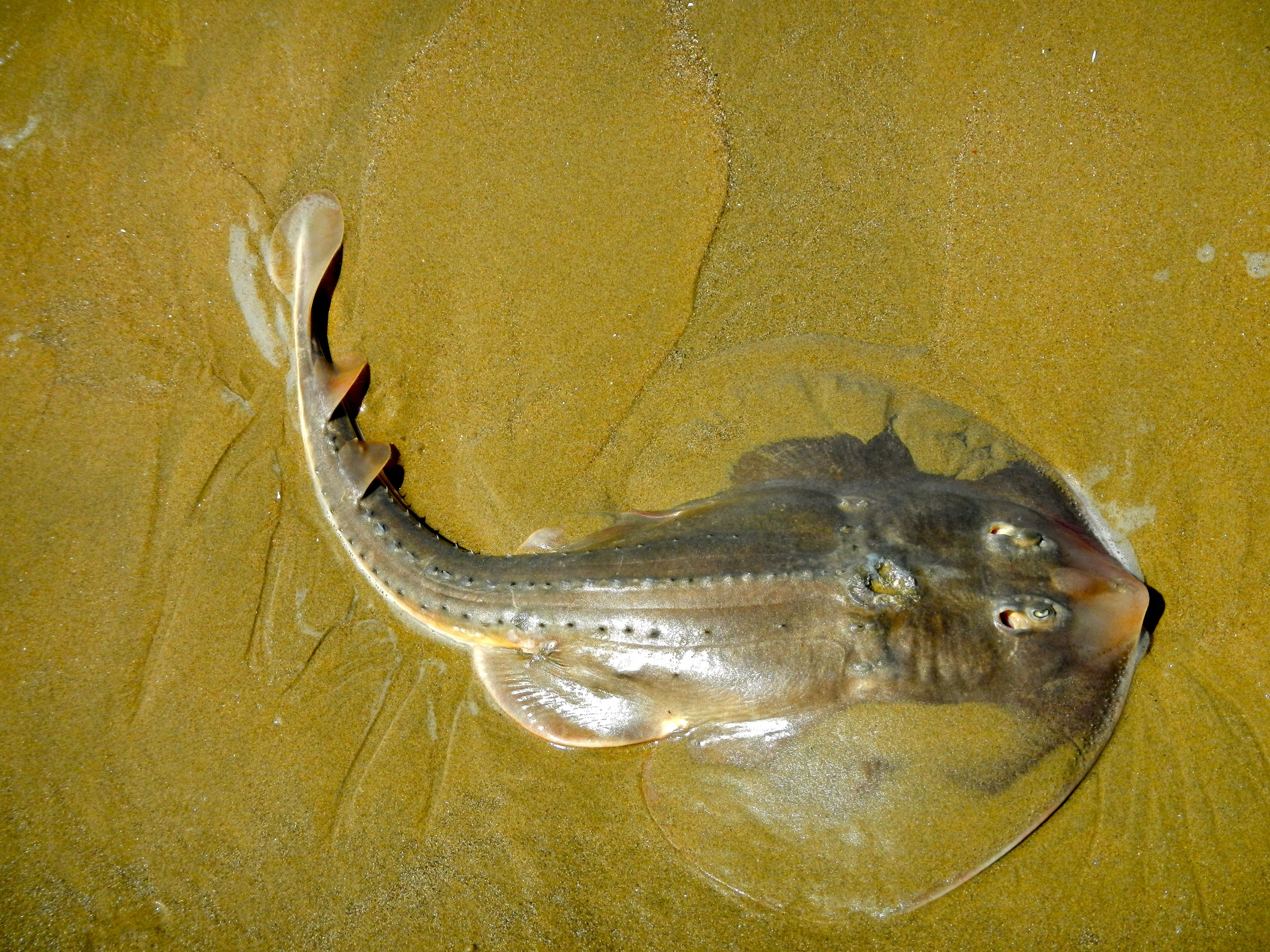
ソーンバック・ギターフィッシュ（Thornback guitarfish）

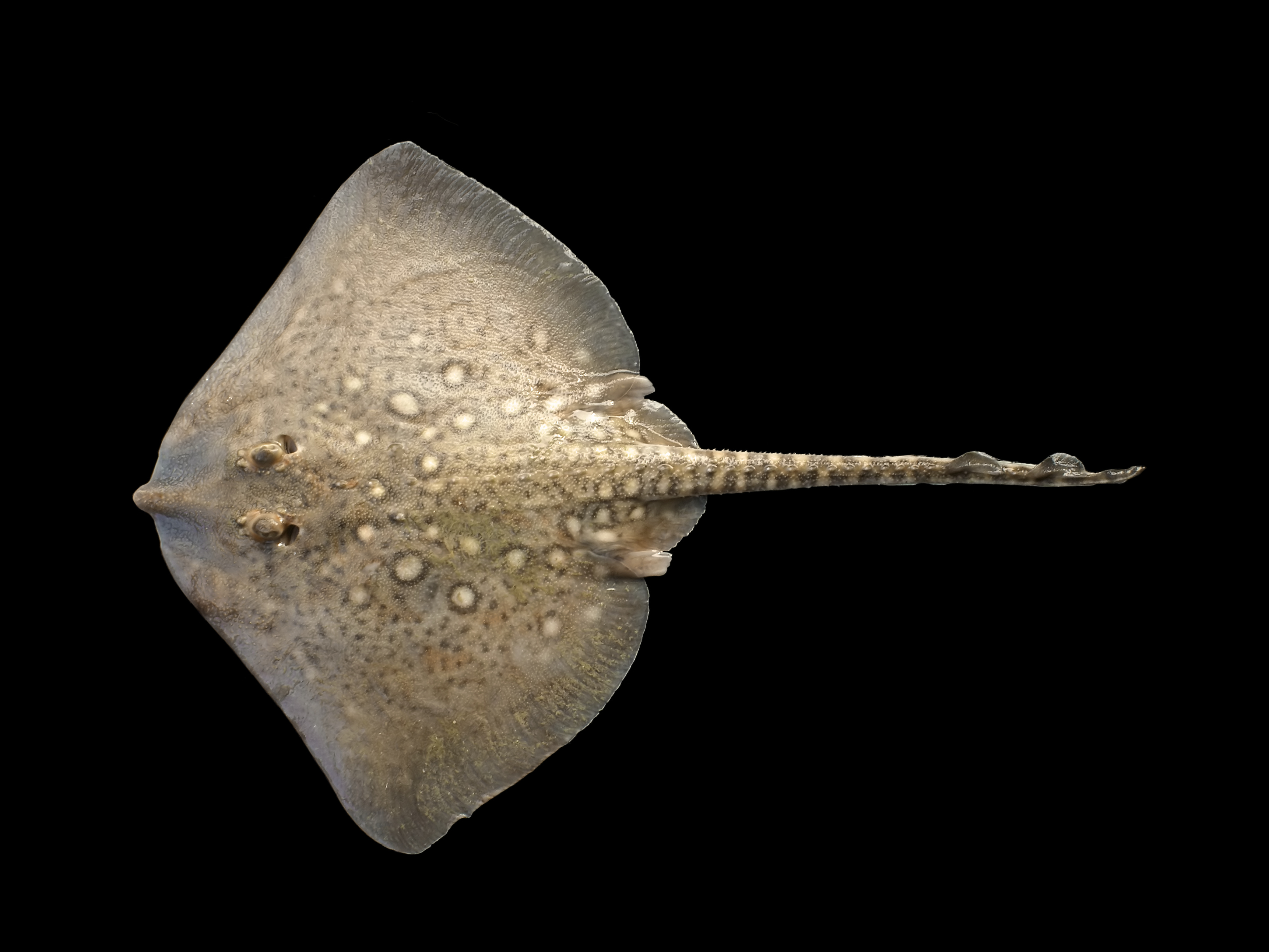
ソーンバック・スケート（Thornback skate）

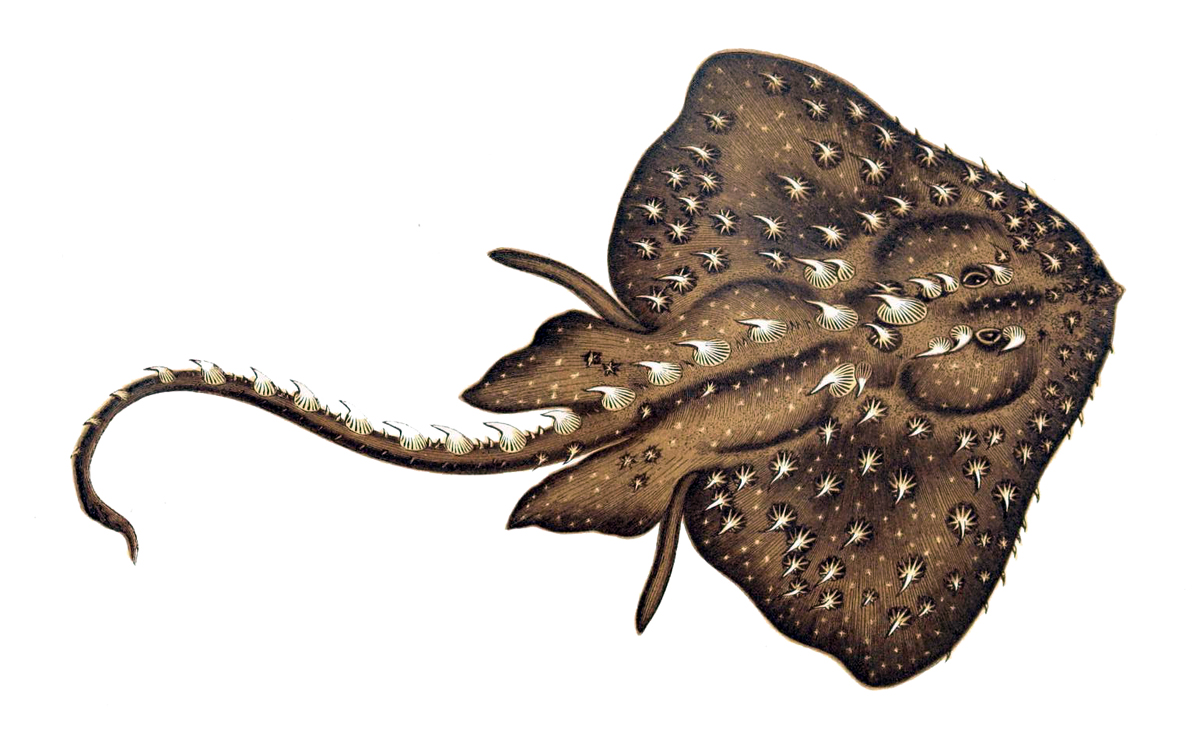
ソーニー・スケート（通称Thornback）

## 艦歴
ソーンバックは1944年4月5日にメイン州キタリーのポーツマス海軍造船所で起工した。1944年7月7日にピーター・K・フィシュラー夫人によって命名、進水し、1944年10月13日に艦長アーネスト・P・アブラムソン中佐（アナポリス1932年組）の指揮下就役する。
ソーンバックは1945年3月20日にコネチカット州ニューロンドンを出航し、パナマ運河を経由してハワイ諸島に向かった。5月25日に真珠湾に到着、ハワイ海域で訓練を行った。

### 哨戒 1945年6月 - 8月
6月11日、ソーンバックは最初の哨戒で日本近海に向かった。しかし、真珠湾出航直後に海峡を通過する際、上陸用歩兵舟艇の一団が海峡で誤った側を航行してきたため、ソーンバックは反対側の端を航行することを強いられ、そのため音響ドームを破損、修理のため出撃は2日遅れることとなった。6月13日に改めて出撃したソーンバックは、当初はサイパン島に向かって航行した。しかしすぐにグアムへ転進する。途中マリアナ諸島で日に4度の潜航訓練および戦闘訓練演習、緊急浮上訓練を行い、6月25日にグアムに到着した。ウルフパック「エイブズ・アボリッシャーズ Abe's Abolishers」の先導艦として、ソーンバックは6月30日に出航、日本本土に向かった。この時点で、アメリカ海軍第38任務部隊（ジョン・S・マケイン・シニア中将）およびイギリス海軍第37任務部隊（サー・バーナード・ローリングス中将）は、日本本土沿岸の目標に対して容易に接近し、艦砲射撃が行えた。日本の民間船および艦艇もその数は減少していた。連合軍の潜水艦および航空機は攻撃を増大させた。日本の航空機もほぼ一掃され、「エイブズ・アボリッシャーズ」は第3艦隊（ウィリアム・ハルゼー大将）の先導として東京と横浜間でピケット艦に対する哨戒を担当、続いて本州東岸および北海道南方に移動し敵艦の探索を行った。
ソーンバックの哨戒は荒波と強風および悪視界に悩まされた。7月5日未明には点灯航行中の病院船を観測し、その6日後にポンプ室で小火災が発生、第1換気装置が一時停止したが、すばやい修理によって哨戒は継続された。7月15日、ソーンバックはシーポーチャー (USS Sea Poacher, SS-406) と合流する。2隻はそれぞれの哨戒海域の情報を交換した。また、士気を高めるための貴重な品である映画フィルムも交換した。6日後、ソーンバックは北へ移動し襟裳岬沖で哨戒を行う。この近辺は、第38任務部隊による空襲が行われたばかりで、アブラムソン艦長は「サハラ砂漠を旅行しているかのようだ」と思った。ソーンバックは南に下った。
7月26日3時20分ごろ、ソーンバックは閉伊崎近海で商船と小型哨戒艇を発見し、閉伊崎から7,300メートルの地点で潜航。4時過ぎ、ソーンバックは哨戒艇の推進音を探知し、潜望鏡深度に戻した。ソーンバックは目標に接近し、4時29分に艦尾発射管から魚雷1本を発射。小さい爆発音を聴取した。ソーンバックは新たな目標の音の探知に務め、一方海上では水上機が旋回をしていた。観測すると、日本人船員が乗ったボートがあり、これは目標の沈没を裏付けるものとされた。他の哨戒艇は攻撃してこず、救助に専念していた。
3日後、ソーンバックは潜望鏡で950トンのSanko Maru クラスの海上トラックを発見。海岸から1,800メートル離れた場所で浮上し、折りからの深い霧の中でソーンバックは海上トラックに向けて魚雷を5本発射。しかし、魚雷は命中しなかった。ソーンバックは2度目の雷撃で魚雷を3本発射したが、効果はなかった。ソーンバックは海上トラックまで270メートルに接近し、40ミリ機関砲を撃ち込んだ。しかし、最終的には海上トラックは霧の中に逃げてしまった。
7月31日、ソーンバックは北海道近海を去ったあと、何隻かの日本の哨戒艇を発見した。ソーンバックは30メートルクラスの哨戒艇を目標に、5インチ砲が火を噴いた。相手はソーンバックに対して体当たりの態勢を取り、ソーンバックはこれを阻止しようと40ミリ機関砲を浴びせた。砲弾は喫水線に沿って命中し、相手の艦長は艦橋で戦死したであろうと推定された。戦闘中、ソーンバックでは雑音を聴取し、その音は相手が機関銃でソーンバックの舷側を射撃している音だったことがわかった。ソーンバックは270メートルまで接近し、再び40ミリ機関砲を射撃。マストを目標に集中的に撃った。相手は大いに撃たれ、3ノットの速力で海岸に向かってノロノロと航行しているだけだった。ソーンバックは他の哨戒艇のマストや油膜の間を通り抜けた。この戦闘で、ソーンバックは第42号駆潜艇に打撃を与えた。戦闘後、ソーンバックは気仙沼沖でシーポーチャー (USS Sea Poacher, SS-406) と会合。しばらくして、王子製紙苫小牧工場に対する艦砲射撃を終えたアングラー (USS Angler, SS-240) も合流。3隻の潜水艦が体形を整えて水上航行するさまは、アブラムソン艦長をして「この良い晴天の下、3隻の潜水艦が18ノットで平穏な海上を航行する姿は、とても美しい絵を見ているようだった」と回想した。
8月1日14時2分、「エイブズ・アボリッシャーズ」の3隻は浦河町沖にその姿を浮かべた。戦闘配置で銃砲に人員を配置し、海岸に沿って航行。12分後、3隻は10ノットの速力で航行し、3,800メートル先の陸上の目標に向けて5インチ砲と40ミリ機関砲を撃った。ソーンバックは射撃開始直後こそもたついたものの、100発もの5インチ砲弾を陸上の工場や発電所に撃ち込んだ。アブラムソン艦長は「22分間の砲撃は、ソーンバックの全乗組員にとって計り知れない価値があった」、「訓練もよく出来、これは士気への物凄い後押しとなった」と回想した。
ソーンバックは浦河町への砲撃後、ミッドウェー島に向けて出航。8月8日、ソーンバックは52日間の行動を終えてミッドウェー島に帰投した。その7日後、日本は降伏した。

### 戦後
ソーンバックは直ちに帰国し、1946年4月6日にニューロンドンで退役、大西洋予備役艦隊で保管される。その後、ポーツマス海軍造船所で GUPPY 改修が行われた。1953年10月2日にソーンバックは艦長トーマス・C・ジョーンズ・ジュニア少佐の指揮下再就役し、第4潜水戦隊 (SubRon 4) に配属された。
新たな所属での整調後ソーンバックは、1954年11月6日に「最初」の潜水艦としてルイジアナ州ニューオーリンズのミシシッピ川でシュノーケルを使った潜航を行い、インダストリアル・カナルからカナル・ストリートまで航行した。ソーンバックは第4潜水戦隊と共にフロリダ州キーウェストを拠点とし、カリブ海の各港を訪問した後、1956年2月にオーバーホールのためチャールストン海軍造船所に入渠した。作業が完了すると第6艦隊と共に地中海に展開し、1957年3月にキーウェストに帰還した。第4潜水戦隊に所属する間、ソーンバックはキューバのグアンタナモ湾で作戦開発部隊、艦隊ソナー学校、艦隊訓練部隊の支援に参加した。
1958年6月2日、ソーンバックはカリブ海に向けて出航、北アイルランドのロンドンデリー港に向かい、イギリス海軍および空軍の対潜訓練学校と共に作戦活動に従事した。この活動期間にソーンバックはロンドンデリー港で左舷のスクリューを破損し、イギリス海軍のファスレーン潜水艦基地でドック入りした初のアメリカ潜水艦となった。修理後第6艦隊に合流、1958年7月2日から9月24日まで2度目の地中海展開を行う。
その後の経歴ではサウスカロライナ州チャールストンを拠点として北大西洋、地中海およびカリブ海に展開し、艦隊に加わった新型潜水艦の支援活動に従事した。
ソーンバックは第二次世界大戦の戦功で1個の従軍星章を受章した。

### トルコ海軍で

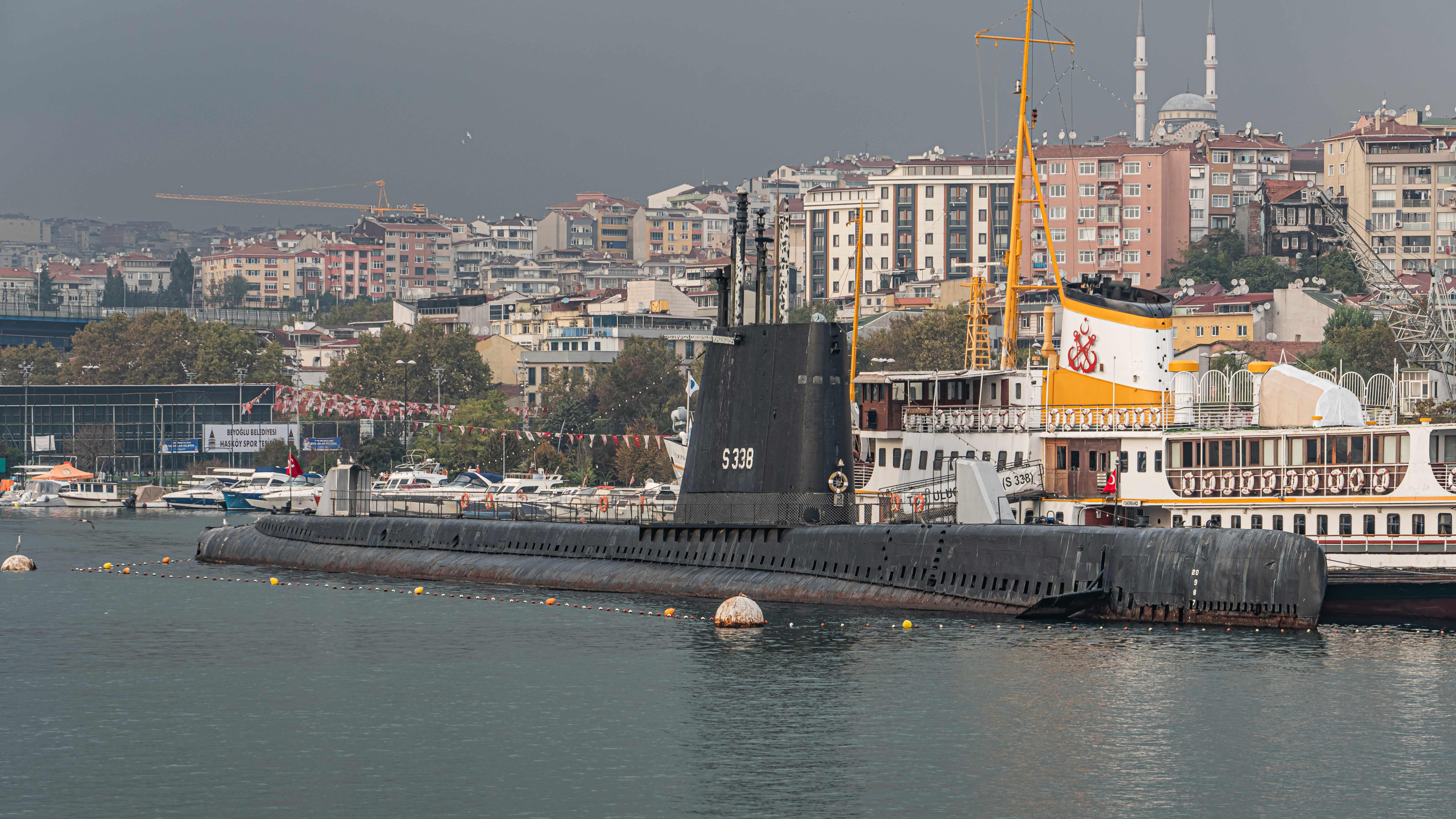
金角湾で展示されるウルチアリレイス

1971年4月14日に人員縮小の上限定就役状態に置かれたソーンバックは7月1日にトルコ海軍に移管され、ウルチ・アリ・レイスに因んでウルチアリレイス (TCG Uluçalireis, S 338) の艦名で就役した。ソーンバックはアメリカ海軍を1971年7月1日に退役、1973年8月1日に除籍された。トルコ海軍で就役してから28年後の2000年にウルチアリレイスは退役し、ラフミ・M・コチ博物館に引き渡された。現在はイスタンブールの金角湾に係留、展示されている。